# Sirembo jerdoni
Sirembo jerdoni is een straalvinnige vissensoort uit de familie van naaldvissen (Ophidiidae). De wetenschappelijke naam van de soort is voor het eerst geldig gepubliceerd in 1888 door Day.